# Kuoresalo (ö i Mellersta Finland)
Kuoresalo är en ö i Finland. Den ligger i sjön Kuorevesi och i kommunen Jämsä i den ekonomiska regionen  Jämsä  och landskapet Mellersta Finland, i den södra delen av landet, 200 km norr om huvudstaden Helsingfors. Öns area är 45,7 hektar och dess största längd är 1,3 kilometer i nord-sydlig riktning.  Kuoresalo ligger i sjön Kuorevesi.